# Neira (kommun)
Neira är en kommun i Colombia.   Den ligger i departementet Caldas, i den centrala delen av landet, 170 km väster om huvudstaden Bogotá. Antalet invånare är 28 140. Arean är 351 kvadratkilometer.
Terrängen i Neira är bergig åt nordost, men åt sydväst är den kuperad.